# Разделение (сериал)
„Разделение“ (на английски: Severance) е американски сериал по идея на Дан Ериксън с изпълнителен продуцент Бен Стилър, който също така е и режисьор на повечето епизоди. Сюжетът се върти около работниците в биотехнлогичната корпорация „Лумън Индъстрийс“, които са се подложили на „разделение“ – медицинска процедура, която потиска спомените им за външния свят, докато са на работа, и също спомените им от работния им живот, когато си тръгнат. В резултат на това у всеки работник има две отделни личности: една, която съществува само в Лумън, и една, която е за личния живот извън работата.
На 21 март 2025 г. сериалът е подновен за трети сезон.